# لزمات العمى
لزمات العمى هي سلوكيات نمطية تظهر أحيانًا عند الأطفال الصغار ذوي الإعاقة البصرية. [1] ومن أشكال لزمات العمى هز الجسم، وتمايل الرأس، وفرك العين، وضرب الرأس، والدوران حول النفس إلى النقر بالأصابع. [1] [2] وتتصف هذه السلوكيات بانها متكررة وغير هادفة، وقد تعمل هذه السلوكيات على تهدئة الأطفال وخفض التوتر. ونظرًا لتشابه بعض مظاهر لزمات العمى عند الأطفال ذوي الإعاقة البصرية بالسلوك النمطي للتوحد، فإنه يصعب تشخيص الأطفال ذوي الإعاقة البصرية الذين يعانون أيضا من التوحد.

## الأسباب
تشمل أسباب لزمات العمى [4] ما يلي:
1- قلة الإثارة الحسية مما يدفع الطفل إلى إثارة ذاته
2- الحرمان الاجتماعي بسبب قلة تفاعله مع الآخرين
3- محدودية النشاط البدني والحركي، حيث لا يستطيع الطفل التنقل بسهولة من مكان إلى آخر وقلة تحكمه بالبيئة من حوله لإشباع حاجته الأساسية للحركة وأداء النشاط البدني
4- عدم القدرة على تقليد وتعلم السلوكيات المقبولة اجتماعيا

## آثاره
يمكن أن تؤدي لزمات العمى إلى عواقب وخيمة إذا لم يتم تعديلها؛ فقد يعاني الأطفال الذين يظهرون سلوكيات لزمات العمى من المضايقة من 
الأطفال الآخرين أو العزلة الاجتماعية. بالإضافة إلى ذلك، قد يصبح الجلد المحيط بالعين شاحب اللون أو قد يؤدي فرك العين والضغط عليها بشكل متكرر إلى إلحاق أذى بالعين..

## الوقاية
غالبًا ما يكون التدخل المبكر مفيدًا في منع الأطفال من إظهار لزمات العمى. ويقوم المعلم المؤهل ببناء برنامج التعليم المبكر للمساعدة في تطوير الاستخدام الدقيق والفعال لحواس الطفل. وعادة ما يتم إشراك الآباء في هذه البرامج مع أطفالهم ذوي الإعاقة البصرية، لأن معظم الآباء لا يعرفون التقنيات المستخدمة في تعليم أطفالهم ذوي الإعاقة البصرية. [1] 